# Едуард Бове
Едуард Бове (*Édouard Bovet, 14 вересня 1797 — 25 жовтня 1849) — швейцарський годинникар, засновник фірми «Бове-Фльортє», політичний діяч.

## Життєпис
Народився у містечку Фльорьє (князівство Невшатель) у 1797 році. Син Жана-Фредеріка Бове, годинникаря. Спочатку навчався у батька родинній справі, водночас здобув початкову освіту. У 1814 році, після поразки імператора Наполеона I, Едуард Бове виступив проти повернення області Невшатель Пруському королівству. Тому того ж року разом із братами Альфонсом і Фредеріком вирушив до Лондона, який на той час був центром годинникарства і комерції. Працював в англійській компанії «Магніак». Водночас відкрив власну майстерню, свої роботи (кишенькові годинники) підписував «Bovet London».
У 1818 році за доручення своєї фірми Едуард Бове рушив до Кантона, єдиного відкритого порту китайської династії Цін. Спочатку займався продажем англійських годинників. Проте незабаром Едуард Бове запросив у брата Густава у Швейцарії надсилати до Кантона якісніших й коштовніших годинників. Завдяки успішній комерційній діяльності Бове накопичив статки і у 1822 році заснував власну фірму. Після цього брати Альфонс і Фредерік надсилали годинники з Лондона, а Густав — з Швейцарії. Продукція майстерні Бове спочатку помітно різнилася за ціною і якістю, оскільки, поряд з порівняно простими речами, покупцям пропонувалися розкішні та вишукані ювелірні вироби, корпуси яких були виконані женевськими декораторами.
Завдяки успішній діяльності братів Бове головний офіс було перенесено з Лондона до Фльорьє. У 1824 році разом з братом Шарлем-Анрі засновує офіс в Макао. Речі, створені для Китаю, що є транскрипцією прізвища. Марку обрамляли кола, зображення триніжка або вази з квітами. Тут оженився з китаянкою, яку виховували єзуїти, так званою тимчасовою дружиною. У 1830 році Едуард Бове переїздить з Кантона до Фльорьє.
У 1831 році був одним з очільників республіканського повстання проти влади Пруссії. Після його придушення вимушений був тікати до м. Безансон (Франція). У 1836 році призначає свого небожа Луї управителем фірми, а згодом відправляє до Кантона — до Шарля-Анрі Бове. У 1840 році капітал фірми Бове становив 1 млн франків.
У 1842 році після закінчення опіумної війни відповідно до Нанкінського договору Китай відкрив Великій Британії більше портів. Це дало змогу Бове через свій лондонський офіс збільшити збут продукції до Китаю. У 1843 році засновано офіс фірми у Кантоні. Після 1846 року налагоджують виробництво і продаж музичних шкатулок, більша частина з яких були спеціально призначені для цінського двору.
У 1847 році взяв офіційний шлюб. У 1848 році після революції, повалення пруської влади і оголення Республіки Невшатель, Едуард Бове повертається до Фльорьє. Помер у 1849 році у рідному місті Фльорьє.

## Родина
1. Дружина (ім'я невідоме) — китаянка.
Діти:
- Едуард Жорж (1826-д/н)

2. Дружина — Констанція Еллен Меньє.